# Пауза (фильм, 1967)
«Пауза» — советский короткометражный чёрно-белый телефильм 1967 года. По мотивам «Новогоднего рассказа» Валентина Катаева.

## Сюжет
Один эпизод из жизни советского разведчика в оккупированном городе во время Великой Отечественной войны…
Новогодняя ночь. Оккупированная румынами Одесса. Уходя от погони, раненный советский разведчик стучится в первую попавшуюся дверь, и его впускает молодая женщина, в потёмках посчитавшая его за доктора, пришедшего к её больной младшей сестре. Разглядев его, она пугается, понимая, кого она впустила, и что ей грозит, если его найдут в её квартире… но запрещает ему уходить…

## В ролях
- Георгий Жжёнов
- Эльза Леждей

В эпизодах: Г. Ланевская, А. Гудмонес, М. Макаров, Т. Забеленкова и другие.

## О фильме
В основе сценария — рассказ Валентина Катаева «Новогодний рассказ», впервые опубликованный в «Литературной газете» от 31 декабря 1947 года.
Дипломная работа режиссёра Алексея Щербакова, будущего документалиста. Фильм снимался специально для Центрального телевидения СССР, получил приз за операторскую работу на II-м Всесоюзном фестивале телевизионных фильмов, проходившем в 1967 году в Москве, и был хорошо принят критикой, поставившей его выше остальных фестивальных фильмов:

Телефильм «Пауза» сделан по совершенно определенной формуле, по совершенно определенному принципу, чего, к сожалению, нельзя сказать о всех фестивальных художественных телефильмах. Действие телевидения идёт к сердцу человека через его разум. Фильм «Пауза», получивший приз, на наш взгляд, особенно убедительно подтверждает эту мысль. … 

Мы ничего не знаем о героях фильма, так же, как и они друг о друге. Но затем авторы предлагают нам такую ситуацию, в которой раскрывается внутренний мир героев картины. И эта сцена делает нас глубоко заинтересованными в судьбе двух случайно встретившихся людей. Одни во враждебном городе, где опасность подстерегает на каждом шагу, эти люди встречают Новый год, и каждому из них эта случайная встреча дает силы продолжать жизнь, борьбу, каждый черпает в ней веру в доброту, человечность. — журнал «Телевидение и радиовещание», 1968 год